# M.I.A.
M.I.A. (본명: 마탕기 "마야" 아룰프러가섬 (Mathangi 'Maya' Arulpragasam), 1975년 7월 17일 ~ )는 스리랑카계 잉글랜드 가수이다.

## 음반
- Arular (2005)
- Kala (2007)
- Maya (2010)
- Matangi (2013)